# Joel Ordóñez
Joel Leandro Ordóñez Guerrero (Guayaquil, 21 april 2004) is een Ecuadoraans voetballer die sinds 2022 onder contract ligt bij Club Brugge. Hij speelt als centrale verdediger.

## Clubcarrière
Ordóñez maakte op 10 april 2022 zijn profdebuut in het shirt van Independiente del Valle: in de competitiewedstrijd tegen Guayaquil City FC (0-0-gelijkspel) gaf trainer Renato Paiva hem een basisplaats. Ordóñez speelde dat seizoen elf officiële wedstrijden in het eerste elftal van de club: naast acht competitiewedstrijden speelde hij ook drie wedstrijden in de Copa Libertadores 2022. Eerder dat jaar had Ordóñez al indruk gemaakt op de Copa Libertadores onder 20, waar Independiente del Valle in de finale na strafschoppen onderuit ging tegen CA Peñarol.
In augustus 2022 ondertekende Ordóñez een contract bij de Belgische landskampioen Club Brugge, die hem evenwel in eerste instantie onderbracht bij Club NXT, het beloftenelftal van de club in Eerste klasse B. Club Brugge betaalde een kleine vier miljoen euro voor Ordóñez, die ook kon rekenen op interesse van AFC Ajax, PSV, Benfica en AC Milan. In zijn debuutseizoen wierp Ordóñez zich meteen op tot een vaste waarde bij Club NXT. De Ecuadoraan miste dat seizoen slechts drie wedstrijden in Eerste klasse B: naast de laatste speeldag van de reguliere competitie ook de twee laatste speeldagen van de promotie-playoffs. Ordóñez speelde dat seizoen ook mee in de vijf eerste groepswedstrijden van de club in de UEFA Youth League.
Op 6 augustus 2023 maakte hij zijn officiële debuut in het eerste elftal van Club Brugge: op de tweede competitiespeeldag liet trainer Ronny Deila hem in de 0-1-zege tegen KVC Westerlo vijf minuten voor tijd invallen. Vier dagen later mocht hij in de Conference League-kwalificatiewedstrijd tegen KA Akureyri tijdens de rust invallen bij een 5-0-voorsprong. Een week later mocht hij 90 minuten meespelen in de terugwedstrijd, nadat hij daartussen ook al een kwartier mocht meespelen in de competitiewedstrijd tegen KAS Eupen (0-5-winst).

## Clubstatistieken
| Seizoen | Club                    | Land             | Competitie      | Competitie | Competitie | Beker | Beker | Internationaal | Internationaal | Totaal | Totaal |
| Seizoen | Club                    | Land             | Competitie      | Wed.       | Dlp.       | Wed.  | Dlp.  | Wed.           | Dlp.           | Wed.   | Dlp.   |
| ------- | ----------------------- | ---------------- | --------------- | ---------- | ---------- | ----- | ----- | -------------- | -------------- | ------ | ------ |
| 2022    | Independiente del Valle | Vlag van Ecuador | Serie A         | 8          | 0          | 1     | 0     | 3              | 0              | 12     | 0      |
| 2022/23 | Club NXT                | Vlag van België  | Eerste klasse B | 29         | 1          | 0     | 0     | —              | —              | 29     | 1      |
| 2023/24 | Club Brugge             | Vlag van België  | Eerste klasse A | 2          | 0          | 0     | 0     | 2              | 0              | 4      | 0      |
| Totaal  | Totaal                  | Totaal           | Totaal          | 39         | 1          | 1     | 0     | 5              | 0              | 45     | 1      |

Bijgewerkt op 18 augustus 2023.

## Interlandcarrière
Ordóñez nam in 2023 met Ecuador –20 deel aan het WK onder 20 in Argentinië. De verdediger kreeg een basisplaats in alle drie de groepswedstrijden, alsook in de achtste finale tegen Zuid-Korea, die Ecuador met 2-3 verloor. In maart 2023 had Félix Sánchez Bas hem ook al opgeroepen voor de dubbele oefeninterland tussen Ecuador en Australië.

## Erelijst
| Competitie         | Aantal      | Jaren       |
| Club Brugge        | Club Brugge | Club Brugge |
| ------------------ | ----------- | ----------- |
| Eerste klasse      | 1x          | 2023/24     |
| Beker van België   | 1x          | 2024/25     |
| Belgische Supercup | 1x          | 2025        |